# Gilles Ghez
Pour les articles homonymes, voir Ghez.
Gilles Ghez est un artiste plasticien français né le 9 juillet 1945 à Paris.

## Biographie
Gilles Ghez est le petit-fils du peintre montmartrois Georges Émile Capon (1890-1980), auquel la peinture des filles et des bars du quartier conféra une certaine notoriété dans l'entre-deux-guerres. Plusieurs années après la disparition d'André Breton, le critique d'art José Pierre présenta aux lecteurs du Magazine littéraire quelques artistes qui, selon lui, relevaient encore du surréalisme : Theo Gerber (15 avril 1928 - 18 octobre 1997), Iván Tovar (né en 1942), et aussi Gilles Ghez, qui se réclamait pourtant déjà plus de l'ancien Empire britannique des Indes ou de Jean Lorrain que de la Commune de Paris ou d'André Breton, créant des "boîtes" puisant leurs racines dans des thématiques cinématographiques, littéraires, néo-coloniales, voire publicitaires, parfois réactionnaires et très éloignées des valeurs du surréalisme. Il a exposé principalement en France, mais aussi en Belgique et en Israël. La Villa Tamaris Centre d'art (La Seyne-sur-Mer) a organisé en 2010 une rétrospective de son œuvre : "Gilles Ghez, Inventaire 1970-2010, Voyages dans une vie".

## Expositions personnelles
- 1969 : Galerie M.J. Dumay, Paris
- 1972 : Maison des Jeunes de Neuilly, Neuilly-sur-Seine
- 1974 : Atelier Jacob, Paris
- 1975 : « Armes et bagages», Galerie Verrière, Lyon
- 1976 : Théâtre Galerie Les ateliers, Lyon
- 1977 : Librairie Galerie de Witte, Courtrai, Belgique
- 1980 : Galerie Bar de l’aventure, Caroline Corre, Paris
- 1981 : Galerie Jade, Colmar
- 1982 : Galerie Bar de l’aventure, Caroline Corre, Paris
- 1984 : Galerie Bar de l’aventure, Caroline Corre, Paris
- 1987 : Centre Georges Pompidou
- 1988 : Centre culturel de Niort Centre culturel de Nantes
théâtre de Caen : Galerie Pascal Gabert, Paris  «Avant goût, avant Prague», Agora d’Evry Hôtel du département, Bobigny
- 1989 : Galerie Pascal Gabert, Paris
- 1990 : Centre d’Art Contemporain, Montbéliard
- 1995 : Galerie L’autre musée, Bruxelles
- 1996 : Centre lotois d’art contemporain, Figeac
- 1999 : Galerie Bruno Delarue, Étretat
- 2000 : Galerie Bruno Delarue, Paris Galerie Pascal Gabert, Paris
- 2001 : Arsenal de Metz
- 2004 : Galerie Pascal Gabert, Paris
- 2007 : Palais Bénédictine, Fécamp
- 2008 : « Contes de la mer intérieure », Collégiale Saint-Pierre-le-Puellier, Orléans
- 2010 : « Pharamineux », Vieux Phare de Penmarch, Penmarch
- 2010 : « Inventaire 1970-2010, Voyages dans une vie », Villa Tamaris Centre d'art, La Seyne-sur-Mer
- 2013 : « Amazing Ghez », Espace d'art contemporain André Malraux, Colmar

## Acquisitions d’institutions
- 1980 : Fonds National d’Art Contemporain
- 1986 : Musée de la Villette, Paris
- 1987 : Ville de Saint-Denis, Seine-Saint-Denis
- 1989 : Fonds Régional d’Art Contemporain d’Île-de-France
- 1997 : Fonds National d’Art Contemporain Fondation Guerlain

## Expositions  collectives
- 1984 : Salon Grands et Jeunes d’aujourd’hui, Paris
- 1986 : Réalisation de trois diaporamas pour le Musée de la Villette
- 1988 : Galerie Jade, Foire Internationale de Bâle
- 1989 : Galerie Caroline Corre, Paris « de Jeanne Coppel à Gilles Ghez », Galerie Le temps de voir, Maillot
- 1994 : Les peintres d’histoires, Naples
- 1997 : « Sous le manteau », Galerie Thaddaeus Ropac
- 2001 :  « 111 artistes pour une figure », Galerie Pascal Gabert
- 2003 : « Boîtes », Galerie Lefort-Openo
- 2009 : « 4 en liberté », Galerie Pascal Lainé, Ménerbes

## Livres illustrés par Gilles Ghez[1]
- 1976 : Chanson de geste, de Jean-Michel Goutier, ill. de G. Ghez. Paris, Le Soleil noir.
- 1979 : Les yeux dans les yeux, de Gérard Legrand, frontispice de G. Ghez. Paris, Ellébore.
- 1983 : Aux matins des corneilles, de Françoise Julien, ill. de G. Ghez, Françoise Jones, Rikki, Jean-Marc Debenedetti. Paris, Ellébore.
- 1984 : Momies, de Jean-Marc Debenedetti, eaux-fortes de G. Ghez. Paris, Ellébore.
- 1996 : Les gants aux mains d'I., de Fabrice Pataut, eau-forte de G. Ghez. Paris, Manière Noire.
- 2002 : Le Rhin, de Fabrice Pataut, ill. et linogravures de G. Ghez. Vernon, Manière Noire.
- 2002 : Kapok, suivi de Hélène ou l'emploi du temps, de Hervé Chayette, ill. de G. Ghez. Villeurbanne, Urdla.
- 2013 : Les lumières délavées, ou l'enfance contraire, de Jean Bazin (poète) et Jean-Michel Le Gallo, ill. de G. Ghez, Théo Gerber... Paris, L'Harmattan.

## Sources bibliographiques
- Adrian Darmon, Autour de l'art juif, Chatou, Éditions Carnot, 2003.
- Gérard Durozoi, Histoire du mouvement surréaliste, Paris, Hazan, 2004.